# Цабаль Володимир Володимирович
Володимир Володимирович Цабаль (нар. 25 квітня 1985, м. Кременець, Тернопільська область) — український економіст, народний депутат Верховної Ради IX скликання, обраний від політичної партії «Голос». Секретар комітету з питань бюджету у Верховній Раді України IX скликання — обраний 29 серпня 2019 року.
Член Української частини міжпарламентської асамблеї Верховної Ради України та Сейму Литовської Республіки.

## Освіта
Вищу освіту здобув у Національному університеті «Києво-Могилянська академія», бакалавр за спеціальністю «економічна теорія».
У Сінгапурі закінчив бізнес-школу INSEAD (Institut Européen d'Administration des Affaires), де здобув ступінь магістра з бізнес-адміністрування (MBA).

## Кар'єра
- 2004—2004 р.: Відділ залучення коштів НаУКМА, стажер;
- 2005—2005 р.: ДП «Тетра Пак Україна», спеціаліст з аналізу даних;
- 2006—2007 р.: ТОВ «Нестле Україна», бізнес-аналітик;
- 2007—2007 р.: Nestle Hellas S.A. (Афіни, Греція), бізнес-аналітик;
- 2007—2007 р.: «Нестле България» АД (Софія, Болгарія), керівник команди;
- від 2008: ТОВ «Mckinsey&Co Україна», локальний партнер;
- липень 2019: за результатами виборів 2019 року обраний до Верховної Ради України[5]. Проживає в місті Буча Київської області[6].